# جلال‌خان (بلوچستان)
جلال‌خان (به انگلیسی: Jalal Khan) یک منطقهٔ مسکونی در پاکستان است که در ناحیه کچهی واقع شده‌است. جلال‌خان ۸۹ متر بالاتر از سطح دریا واقع شده‌است.